# Fredrik Larsson
Karl Fredrik Larsson (Göteborg, Švedska, 14. kolovoza 1974.) švedski je power metal-basist. Najpoznatiji je kao basist sastava HammerFall. Bio je član te skupine od 1994. do 1997., a ponovno joj se pridružio 2007., kad ju je napustio Magnus Rosén. Bio je basist i u grupi Evergrey, ali s njom nije snimio nijedan album. Također je član samostalnog projekta Joacima Cansa, HammerFallova pjevača.

## Diskografija
HammerFall
- Glory to the Brave (1997.)
- No Sacrifice, No Victory (2009.)
- Infected (2011.)
- (r)Evolution (2014.)
- Built to Last (2016.)
- Dominion (2019.)
- Hammer of Dawn (2022.)